# Saro (generale)
Saro (latino: Sarus; ... – 412) è stato un generale goto dell'Impero romano d'Occidente, coinvolto nelle guerre tra l'imperatore Onorio, i barbari e i vari usurpatori che insorsero in Occidente in quel periodo.

## Biografia

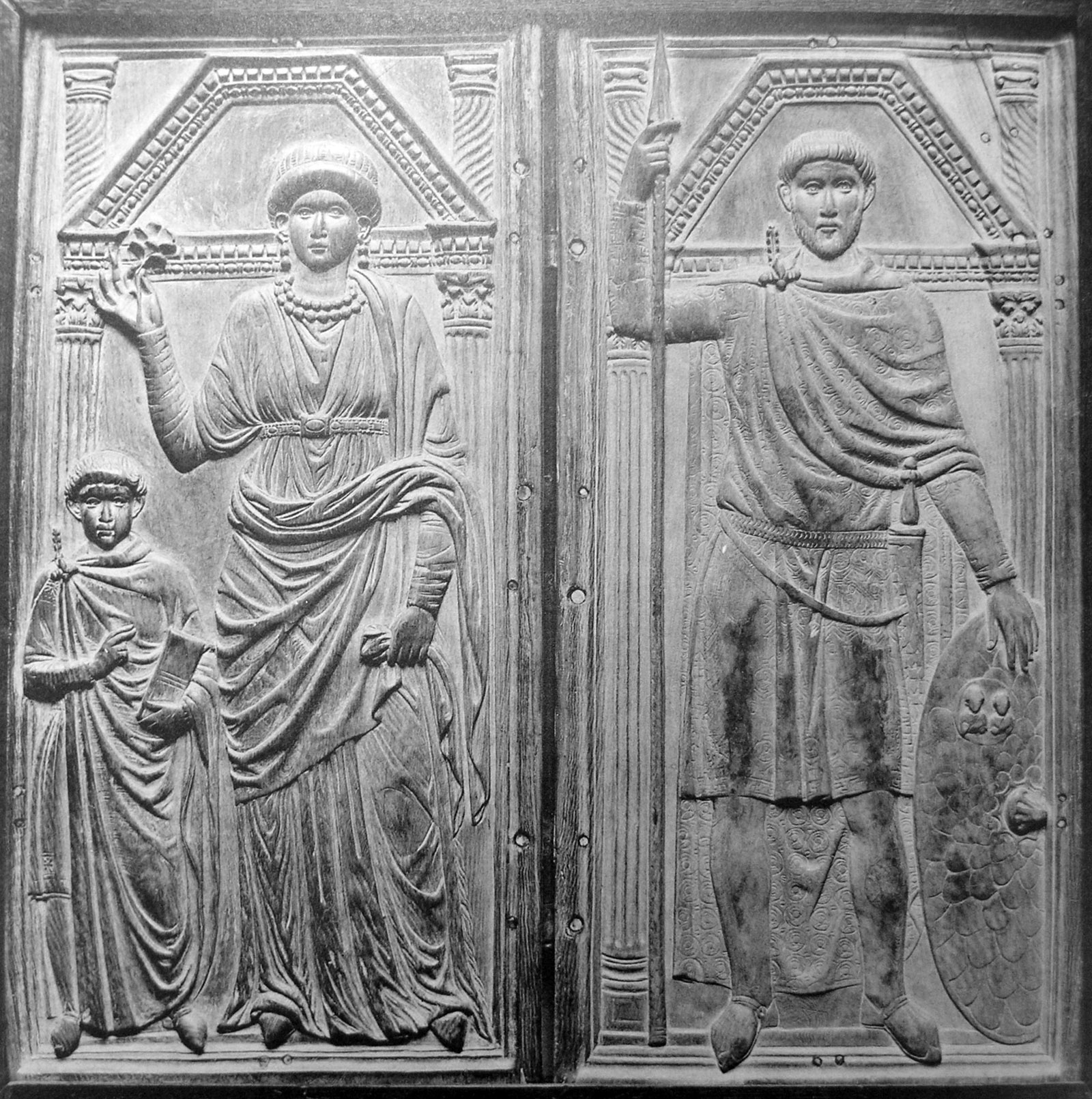
Stilicone (a destra) fu il magister militum dell'Impero romano d'Occidente; come tale, assoldò Saro per combattere contro Radagaiso (406) e contro l'usurpatore Costantino "III" (407). Quando Stilicone venne ucciso per ordine dell'imperatore Onorio, Saro abbandonò l'esercito romano assieme ai propri uomini.

Di origine gota e fratello di Sigerico (brevemente re dei Visigoti), rimase fedele ai Romani durante la rivolta dei foederati del 399; Saro divenne poi un ufficiale di Stilicone, il potente magister militum dell'imperatore d'Occidente Onorio. Assieme ai suoi uomini combatté al fianco di Stilicone contro Radagaiso, che aveva invaso l'Italia nel 406 e che venne sconfitto a Fiesole nell'agosto di quello stesso anno.
Dietro ordine di Stilicone, nel 407, Saro prese la testa dell'esercito romano a Ravenna e lo condusse in Gallia, contro l'usurpatore Costantino "III": agendo senza scrupoli, ma in maniera intelligente ed efficace, sconfisse (autunno 407) i generali di Costantino, Giustiniano e Nebiogaste; mise poi sotto assedio Valentia (Valence), dove si era rifugiato Costantino stesso; costretto a ritirarsi per l'arrivo dei rinforzi guidati da Edobico e dal magister militum Geronzio, ritornò in Italia, comprando il passaggio delle Alpi dai Bagaudi, che ne controllavano i passi, consegnando loro il bottino ottenuto, ma riportando indietro i propri uomini sani e salvi. Impegnato a consolidare la frontiera del Reno e a sedare una rivolta a favore di Onorio in Hispania, Costantino non inseguì Saro.

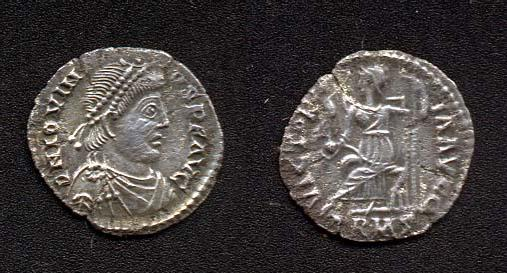
Moneta raffigurante Giovino, l'usurpatore sostenuto da Saro

Un nuovo esercito romano era in preparazione in Italia per una seconda campagna contro Costantino, quando Stilicone venne assassinato per ordine di Onorio (22 agosto 408): Saro e i suoi uomini abbandonarono l'esercito, lasciando l'imperatore senza protezione, arroccato nell'inespugnabile Ravenna con l'esercito dei Visigoti di Alarico I libero di muoversi in Etruria.
Dopo aver deposto l'usurpatore Prisco Attalo, contrapposto ad Onorio, Alarico riprese le negoziazioni con Onorio, e fu organizzato un incontro con l'Imperatore a circa sessanta stadi da Ravenna. Tuttavia, il giorno delle negoziazioni, l'esercito di Alarico fu assalito proditoriamente dalle truppe sotto il comando di Saro, che, per qualche motivo non precisato dalle fonti, provava astio non solo per il re visigoto ma anche per Ataulfo. Alcuni studiosi hanno ipotizzato che Saro fosse un pretendente al trono visigoto sconfitto in precedenza da Alarico. In ogni modo, Alarico, adiratosi non solo per l'attacco a tradimento ma anche per le parole che gli avrebbe rivolto Saro (secondo il quale un uomo che avrebbe dovuto scontare da lungo tempo la pena per la propria audacia non meritava di essere riconosciuto tra gli amici), interruppe nuovamente le negoziazioni e marciò furiosamente su Roma, che assediò per la terza volta, cui seguì il famigerato sacco di Alarico.
Nel 411, anno in cui Costantino morì, un nuovo usurpatore insorse in Gallia, Giovino, il quale chiamò a sé Saro e i suoi uomini. Giovino, che era stato eletto dai Burgundi e dagli Alani, regnò per due anni. La sua caduta avvenne quando i Visigoti di Ataulfo (Alarico era morto nel 410) si mossero in Gallia con l'intenzione di rovesciarlo, ma fingendo di volersi unire a lui: Saro cadde nella trappola e, malgrado combattesse valorosamente alla testa delle proprie truppe, fu sconfitto e ucciso in uno scontro con Ataulfo. Giovino fuggì, ma assediato e catturato a Valentia, fu giustiziato.